# Krippenspiel

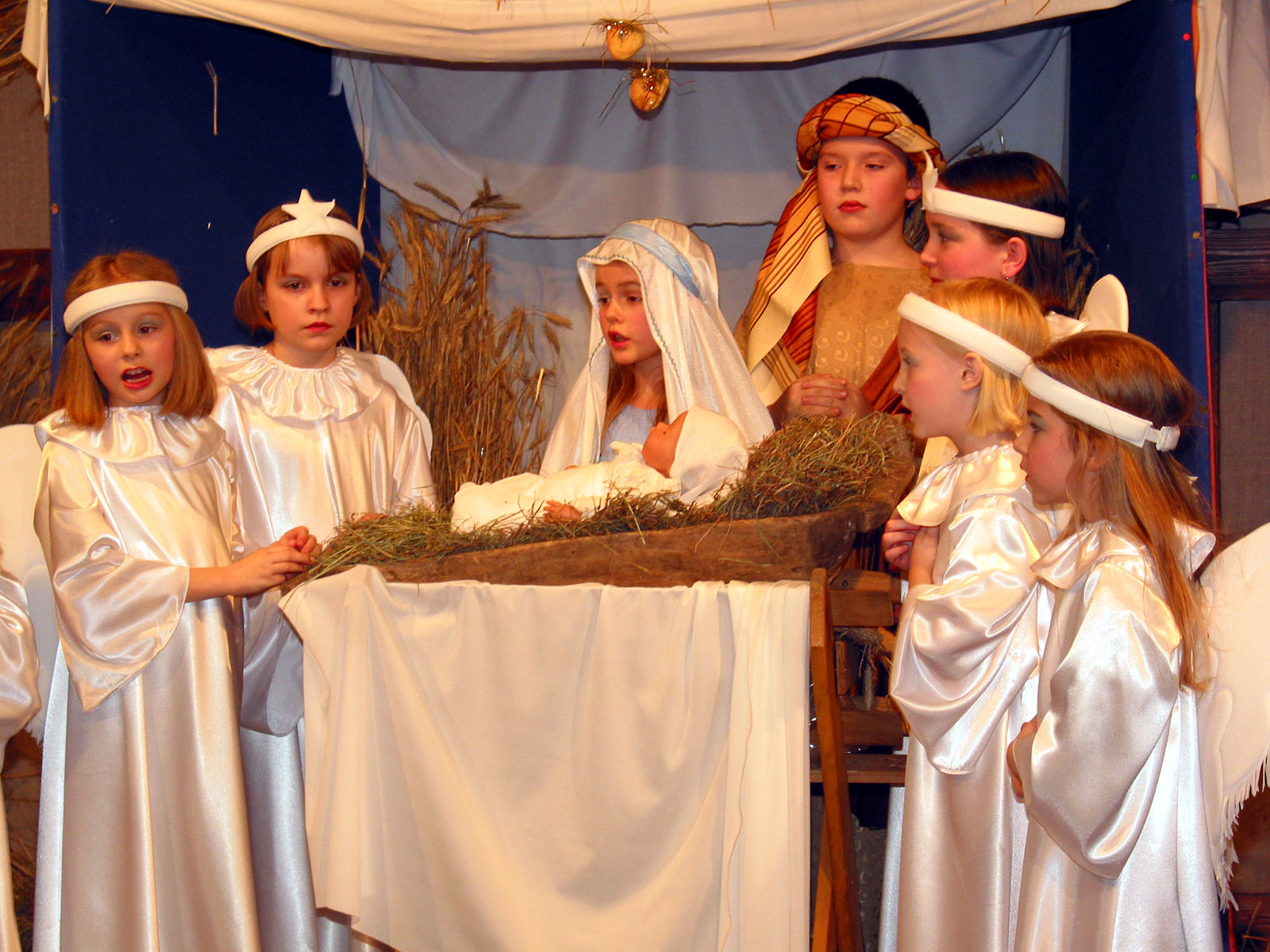
Krippenspiel in Polen (2003)

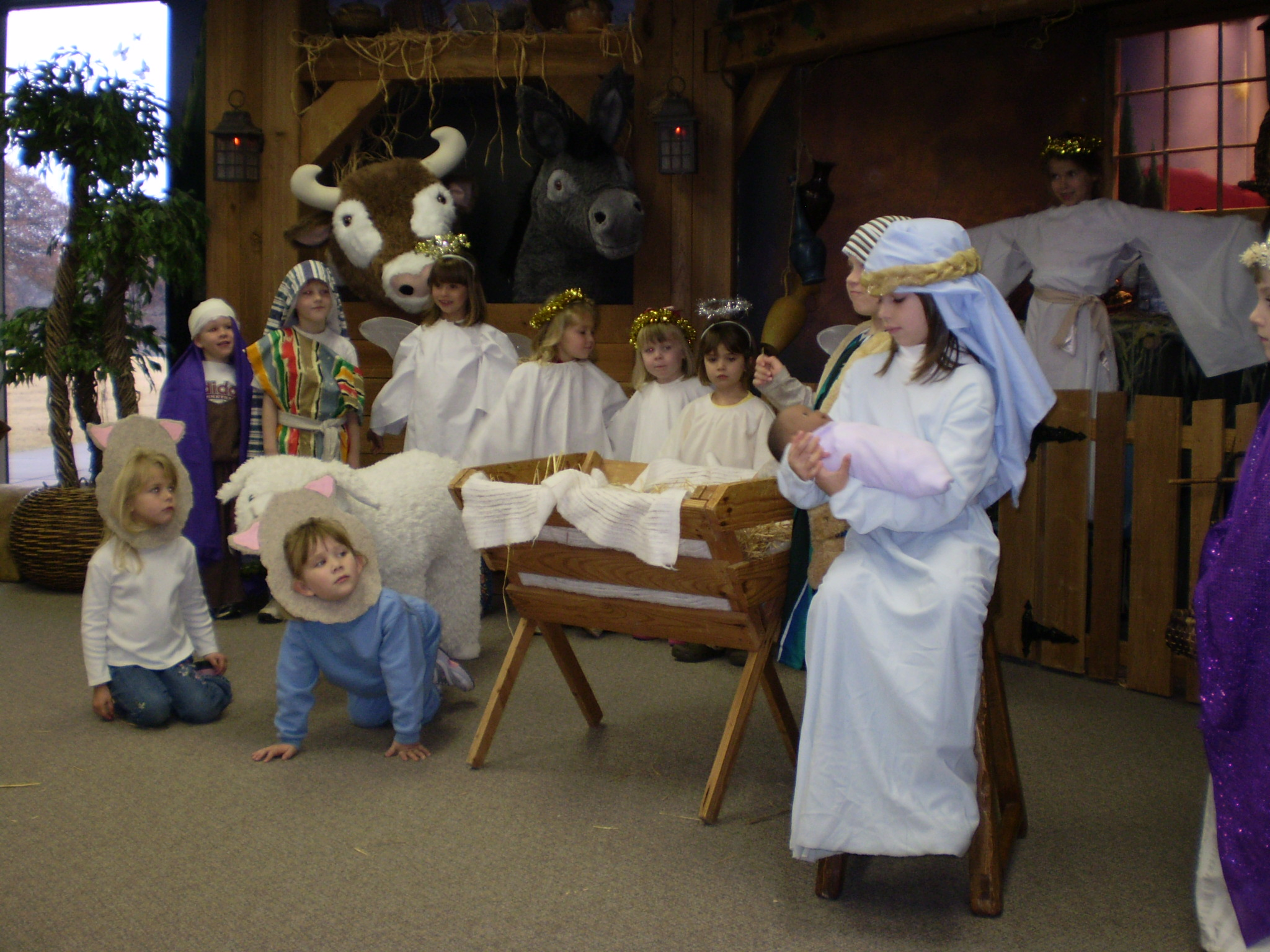
Krippenspiel in den USA (2007)

Das Krippenspiel, eine Form von Weihnachtsspiel, ist eine traditionelle szenische Darstellung der Weihnachtsgeschichte, die von der Geburt Jesu handelt. Aufgeführt wird das Krippenspiel meist an Heiligabend in der Kirche, wobei es auch in die Christvesper eingebunden werden kann.

## Ursprünge
Das Weihnachtsspiel war im Mittelalter ein geistliches Schauspiel von Laien, hervorgegangen aus den liturgischen Weihnachtsfeiern. Schon im 10. Jahrhundert gab es das Krippenspiel am Altar um Maria, Josef und das Christuskind. Auch die Verkündigung der Geburt Christi an die Hirten (Hirtenspiel) und die Huldigung des Kindes durch die Heiligen Drei Könige (Dreikönigsspiel) wurden dramatisch dargestellt. Das erste im deutschsprachigen Raum bekannte und auch textlich überlieferte Dreikönigsspiel war das Freisinger Magierspiel, das in 100 lateinischen Versen die Ereignisse von der Geburt Christi bis zur Flucht nach Ägypten behandelte, und wohl noch ohne szenische Ausgestaltung um 1080 in der Freisinger Domkirche uraufgeführt wurde.
Aus diesen Wurzeln entstanden im 12. Jahrhundert die Weihnachtsspiele. Aus dem 13. Jahrhundert ist das Weihnachtsspiel aus Benediktbeuern in lateinischer Sprache (Ludus scenicus de nativitate Domini) erhalten, als Teil der Carmina-Burana-Handschrift, die auch ein Passionsspiel enthält. Das Weihnachtsspiel unterscheidet sich vom Krippenspiel vor allem dadurch, dass es weitere Szenen aus der Bibel enthielt wie die Vertreibung von Adam und Eva aus dem Paradies, ein Prophetenspiel, sowie dann die Ereignisse von der Verkündigung des Herrn bis zur Flucht nach Ägypten.
Krippenspiele gab es auch in der Steiermark und in Kärnten, und zwar als Stubenspiel, das heißt, dass in einem Wohnzimmer oder einem Gastzimmer gespielt wurde, jedoch ohne besondere Bühne. Überliefert sind Hirtenspiele aus Metnitz und Ingolsthal sowie aus Köstenberg und Lind ob Velden, Verfasser derselben sind Silvester Wietinger, Andreas Schuster-Drabosenig und Josef Uran (1898).
Der Überlieferung nach gehen sowohl das Krippenspiel und Christkindlwiegen der Dominikanerinnen wie die Weihnachtskrippe auf das Jahr 1223 zurück. Damals stellte angeblich Franz von Assisi im Wald von Greccio mit lebenden Tieren und Menschen das Weihnachtsgeschehen im Ausblick auf das Dreikönigsfest dar, und seitdem förderten die Franziskaner diese Darstellungsform, die sich auch nach der Reformation hielt.

## Beispiele

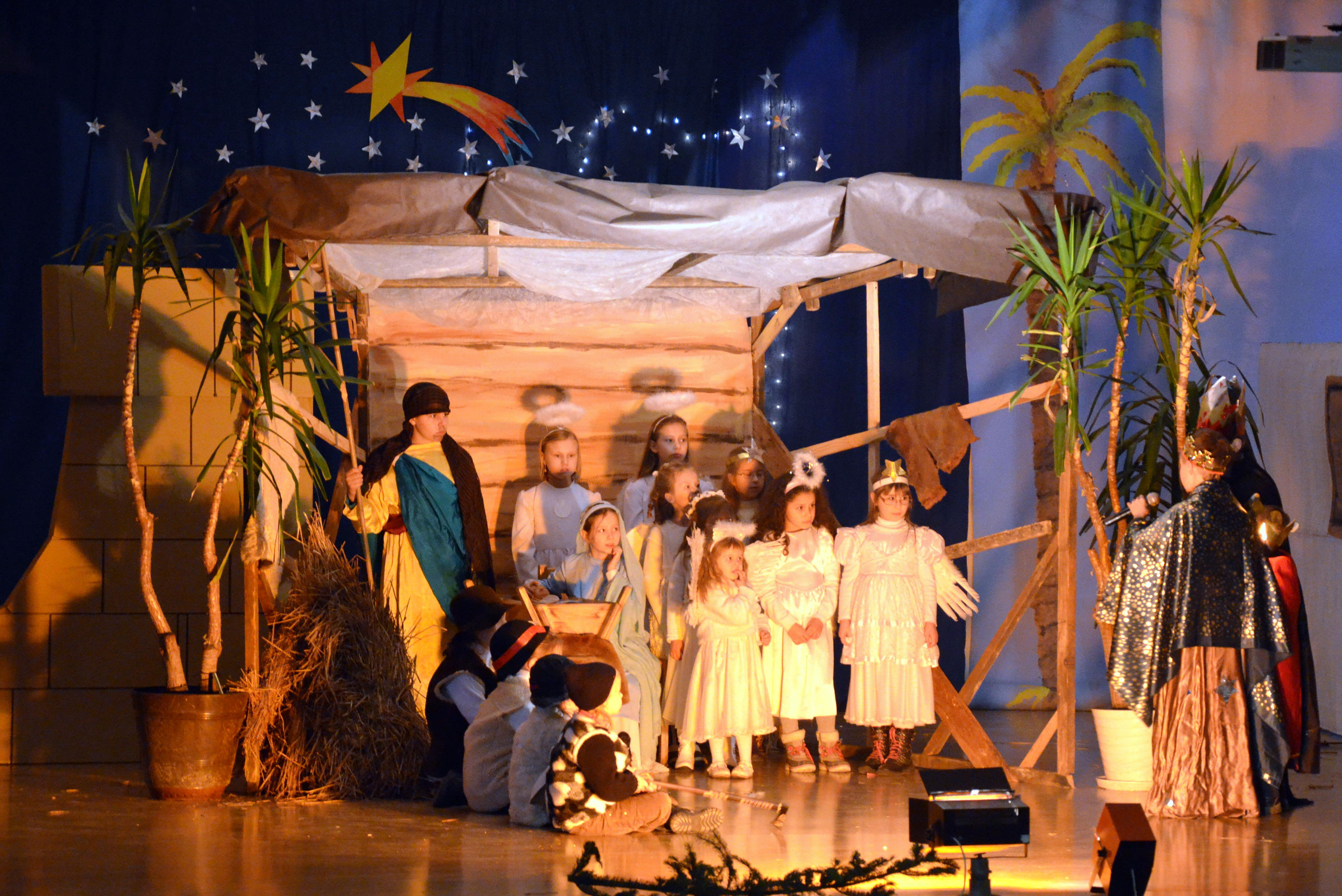
Krippenspiel 2014

- Meyers Weihnachtsspiel, ein lateinisches, umfangreiches Fragment mit Spielanweisungen aus dem 12. Jahrhundert, das die Weihnachtsgeschichte (als Kombination aus Dreikönigs-, Boten-, Herodes- und Hirtenspiel) bis zum Beginn der Anbetung an der Krippe darstellt.[2]
- Das Ischler Krippenspiel ist eines der ältesten Weihnachtsspiele in Österreich. Die erste dokumentierte Niederschrift stammt aus dem Jahr 1654, es geht in seinem Ursprung bis ins 11. Jahrhundert zurück. Heute wird es alle vier Jahre in der Stadtpfarrkirche Bad Ischl aufgeführt.[3]
- Das Hofer Weihnachtsspiel hat seine Entstehung ebenfalls im späten Mittelalter. Den musikalischen Part übernahm dabei der Kantor mit dem Schülerchor der Pfarrschule von St. Lorenz, nach der Reformation lebte die Tradition über die Hofer Lateinschule in der Michaeliskirche weiter. Mit einer Weihnachtsspiel-Kinderkantate von Ludger Stühlmeyer fand die Tradition in der Stadtkirche St. Marien ihre Fortsetzung.[4]
- Seit den 1920er Jahren führen Schüler des Lübecker Katharineums alljährlich zur Adventszeit in der Lübecker Aegidienkirche ein Krippenspiel in niederdeutscher Sprache auf.
- Das Labeser Krippenspiel wurde 1921 in Labes in Pommern eingeführt. Heute finden jährliche Aufführungen in Hannover und in Schwüblingsen statt.
- Das Oberuferer Weihnachtsspiel, das insbesondere von Waldorfschulen aufgeführt wird.
- Die Lebende Krippe wird von Darstellern auf dem Andernacher Weihnachtsmarkt aufgeführt. Dazu wird eine Krippe auf dem Marktplatz errichtet und die Handlung der Geburt Christi aufgeführt. Neben Ochs und Esel, Schafen und Hirten am Lagerfeuer, sind die drei heiligen Könige, Maria und Josef, der Engel und das Christuskind zu sehen. Am Wochenende wird jeweils zweimal täglich aufgeführt.
- Der Weihnachtsmarkt in Essen zeigt alljährlich ein Krippenspiel mit lebenden Schafen, die für die Dauer des Weihnachtsmarktes in der Krippe leben.
- Seit 2013, begonnen auf dem Weihnachtsmarkt Huttwil Schweiz, wird die moderne Chinder Wiehnacht in alemannischer Mundart von Roland Zoss in wechselnden Kirchen aufgeführt.

## Krippenspielverbot in Worms
In der Vorweihnachtszeit 2014 erregte die Stadt Worms deutschlandweites Aufsehen, als die Stadtverwaltung ein geplantes Krippenspiel der evangelischen Luther-Gemeinde auf dem Weihnachtsmarkt untersagte und das Mainzer Verwaltungsgerichts dieses Verbot bestätigte. Das Gericht begründete dies damit, dass das Krippenspiel die Rechte Dritter auf einen ungestörten Besuch des Weihnachtsmarktes verletze. Die Kirchengemeinde wollte mit dem Krippenspiel auf die Lage von Flüchtlingen hinweisen. Das evangelische Dekanat Worms-Wonnegau kritisierte das Verbot des Krippenspiels durch die Stadtverwaltung scharf. Dekan Harald Storch sagte, Flucht und Not seien wichtige Teile der Weihnachtsgeschichte.